# Valeriu Turcan
: A nu se confunda cu Valeriu Țurcanu.
Valeriu Turcan (n. 22 mai 1976, București) este un jurnalist român, care a deținut funcția de consilier prezidențial și purtător de cuvânt al Administrației Prezidențiale între 2007-2012.

## Biografie

### Până în 2005
Valeriu Turcan s-a născut la data de 22 mai 1976 în orașul București. A studiat la Facultatea de Jurnalism și Științele Comunicarii din cadrul Universității București (1994-1998). A lucrat încă din perioada facultății ca editor și reporter în domeniul politic la Radio Contact (1996-1999) și apoi ca producător la BBC World Service Londra în limba română, realizând reportaje și analize în domeniul politicii românești și internaționale (1999-2002).
În perioada 2002 - 2003, a fost bursier Chevening al Ministerului de Externe al Regatului Unit al Marii Britanii și Irlandei de Nord – Master of Arts in International Communications în cadrul The Institute of Communications Studies al Universității din Leeds (Marea Britanie). Teza de disertație susținută de Valeriu Turcan a avut tema: „Russian and Romanian Public Diplomacy in Republic of Moldova. A case study on the impact of ideological media framing”.
Reîntors în România în 2003, devine consultant pentru relații publice și consultant politic al lui Theodor Stolojan până în ianuarie 2005, an în care a preluat funcția de Consilier de Stat al Primului Ministru și președinte al Agenției pentru Strategii Guvernamentale. Datorită unor conflicte directe cu prim-ministrul Călin Popescu Tăriceanu și cu Dorel Șandor, în martie 2006, a fost demis de la conducerea agenției guvernamentale.

### După 2005
Din anul 2005 este doctorand în cadrul Universității București. Turcan a mai beneficiat de o bursă de documentare în Statele Unite oferită de către German Marshall Fund of the United States (2006). De asemenea, din anul 2007 predă, în calitate de lector asociat, cursul de Procese și tendințe în comunicarea politică din cadrul programului de Master al Facultății de Jurnalism și Științele Comunicării - Universitatea București.
După ce în perioada octombrie 2006 – martie 2007, a fost consultant pe proiecte de comunicare, în data de 30 martie 2007 Valeriu Turcan a fost numit în funcția de Consilier de stat și purtător de cuvânt al Președintelui României, Traian Băsescu. După suspendarea din funcție a președintelui Traian Băsescu la 19 aprilie 2007, consilierul de stat Valeriu Turcan a demisionat și el din funcție începând cu data de 23 aprilie 2007 și a fost numit purtător de cuvânt al lui Traian Băsescu în campania pentru referendum. „Mi-am dat demisia chiar în momentul în care a călcat Văcăroiu la Cotroceni”, a spus Turcan.
După re-preluarea atribuțiilor prezidențiale de către Traian Băsescu, la 23 mai 2007, Valeriu Turcan a fost numit prin decret prezidențial în funcția de consilier de stat la Departamentul Comunicare Publică - purtător de cuvânt al Președintelui României. De la 1 ianuarie 2011, a fost promovat prin decret în funcția de consilier prezidențial.

## Viață personală
Valeriu Turcan este căsătorit din anul 2004 cu deputata PNL, Raluca Turcan, iar nașul celor doi este Theodor Stolojan. El vorbește fluent limba engleză.
În luna octombrie a anului 2007, Valeriu Turcan și soția sa, Raluca Turcan devin părinți. Cei doi au împreună un băiețel, pe nume Eric Octavian Turcan.